# Король мавп (фільм, 2015)
«Король мавп» (кит.: 西游记之大圣归来) — китайський анімаційний фільм, знятий Тянь Сяопеном. Прем'єра стрічки в Україні відбулась 7 квітня 2016 року. Фільм розповідає про Короля мавп, якому доводиться битися з кровожерливим Драконом.

## У ролях
- Чжан Лі — Король мавп
- Ву Венлун
- Ву Ді
- Чжоу Шуай
- Лю Бейчен